# Mateusz Bembus
Mateusz Bembus (ur. 1567 w Poznaniu, zm. 1645 w Krakowie) – polski jezuita, kaznodzieja króla Zygmunta III Wazy, rektor Kolegium jezuitów w Poznaniu, dramatopisarz.

## Życiorys
Pochodził z rodziny mieszczańskiej. Średnie wykształcenie uzyskał w poznańskim kolegium jezuickim. Skończył tu też kurs filozoficzny. W 1587 wstąpił do Towarzystwa Jezusowego (nowicjat w Krakowie). Prowadził zajęcia w kolegiach jezuickich w Jarosławiu i Poznaniu. Studiował teologię na Akademii Wileńskiej (1592–1596). W 1596 przyjął święcenia kapłańskie w Wilnie. W 1598 wrócił do Poznania. Od 1602 prowadził tu kursy filozoficzne dla kleryków. Ponownie wyjechał do Wilna, by w 1605 znów wrócić do Poznania, gdzie wykładał teologię scholastyczną.
W latach 1611–1618 pełnił obowiązki kaznodziei króla Zygmunta III, które przejął bezpośrednio po Piotrze Skardze. Zyskał rozgłos w całym kraju, jako płomienny mówca, silnie zaangażowany społecznie. Bronił m.in. chłopów przed wyzyskiem, krytykując samowolę szlachty, sprzeciwiał się pojednaniu z innowiercami, ale wspierał unię z prawosławiem. Po odejściu ze stanowiska ponownie wrócił do Poznania i w latach 1620–1623 był rektorem kolegium jezuickiego. Następnie objął funkcję prepozyta domu profesów w Krakowie. W 1625 zarządzał polską prowincją jezuitów (jako wiceprowincjał). Ostatnie lata życia spędził na porządkowaniu i opracowywaniu swojego dorobku naukowego i teologicznego, lecz zły stan zdrowia i wiek nie pozwoliły mu na ukończenie tego dzieła.
Był autorem łacińskojęzycznej tragedii Antitemiusz (Antithemius seu Mors peccatoris), napisanej w latach 20. XVII wieku (czas gdy był w Poznaniu). Dzieło wchodzi w skład rękopiśmiennego kodeksu repertuarowego Tragediae sacrae (Codex Uppsaliensis), zawierającego jezuickie teksty powstałe w Poznaniu w latach 1596-1627. Utwór opisuje spór dwóch magnatów Antitemiusza i Ireneusza, z których pierwszy jest przykładem butnego i pyszałkowatego przedstawiciela swego stanu.
Jednym z wychowanków Mateusza Bembusa był Władysław Czarnkowski herbu Nałęcz III.